# Norges Basketballforbund
Norges Basketballforbund (NBBF) ordnar med organiserad basket i Norge. Förbundet bildades 1968, 12 år efter att Ullern Basket 1956 blev Norges första basketklubb. Nationalarenan är Rykkinhallen i Bærum.
Hösten år 2000 döpte NBBF om Norges högstadivision till BLNO.